# Gouy-Servins
Gouy-Servins és un municipi francès situat al departament del Pas de Calais i a la regió dels Alts de França. L'any 2007 tenia 311 habitants.

## Demografia

### Població
El 2007 la població de fet de Gouy-Servins era de 311 persones. Hi havia 112 famílies de les quals 24 eren unipersonals (12 homes vivint sols i 12 dones vivint soles), 32 parelles sense fills, 52 parelles amb fills i 4 famílies monoparentals amb fills.
La població ha evolucionat segons el següent gràfic:
Habitants censats

### Habitatges
El 2007 hi havia 126 habitatges, 116 eren l'habitatge principal de la família, 2 eren segones residències i 8 estaven desocupats. 125 eren cases i 1 era un apartament. Dels 116 habitatges principals, 107 estaven ocupats pels seus propietaris, 8 estaven llogats i ocupats pels llogaters i 1 estava cedit a títol gratuït; 2 tenien dues cambres, 6 en tenien tres, 29 en tenien quatre i 79 en tenien cinc o més. 96 habitatges disposaven pel capbaix d'una plaça de pàrquing. A 42 habitatges hi havia un automòbil i a 69 n'hi havia dos o més.

### Piràmide de població
La piràmide de població per edats i sexe el 2009 era:
| Homes | Edats   | Dones |
| ----- | ------- | ----- |
| 0     | 95 o +  | 0     |
| 4     | 90 a 94 | 0     |
| 0     | 85 a 89 | 4     |
| 0     | 80 a 84 | 0     |
| 0     | 75 a 79 | 8     |
| 16    | 70 a 74 | 8     |
| 4     | 65 a 69 | 4     |
| 0     | 60 a 64 | 12    |
| 8     | 55 a 59 | 0     |
| 16    | 50 a 54 | 12    |
| 20    | 45 a 49 | 16    |
| 8     | 40 a 44 | 20    |
| 16    | 35 a 39 | 8     |
| 4     | 30 a 34 | 8     |
| 20    | 25 a 29 | 8     |
| 12    | 20 a 24 | 0     |
| 12    | 15 a 19 | 8     |
| 4     | 10 a 14 | 20    |
| 12    | 5 a 9   | 4     |
| 8     | 0 a 4   | 8     |

## Economia
El 2007 la població en edat de treballar era de 218 persones, 157 eren actives i 61 eren inactives. De les 157 persones actives 149 estaven ocupades (83 homes i 66 dones) i 8 estaven aturades (3 homes i 5 dones). De les 61 persones inactives 27 estaven jubilades, 25 estaven estudiant i 9 estaven classificades com a «altres inactius».

### Ingressos
El 2009 a Gouy-Servins hi havia 122 unitats fiscals que integraven 334 persones, la mediana anual d'ingressos fiscals per persona era de 19.219 €.

### Activitats econòmiques
Dels 6 establiments que hi havia el 2007, 1 era d'una empresa de fabricació d'altres productes industrials, 2 d'empreses de comerç i reparació d'automòbils i 3 d'entitats de l'administració pública.
L'any 2000 a Gouy-Servins hi havia 6 explotacions agrícoles.

## Poblacions més properes
El següent diagrama mostra les poblacions més properes.